# Późny glacjał
Późny glacjał stanowi okres schyłkowy zlodowacenia. Termin ten głównie tyczy się schyłku ostatniego zlodowacenia (ang. Last Termination). Początek tego okresu jest różnie przyjmowany w zależności od regionu. 21–14,5 tys. lat BP (18–13 tys. lat 14C BP), natomiast jego koniec jest równoznaczny z końcem plejstocenu i początkiem holocenu – 11,65 tys. lat BP. W Polsce późny glacjał stanowi górną część stadiału głównego zlodowacenia północnopolskiego. Klimat w tym okresie cechował się dużą zmiennością. Generalna poprawa klimatu w kierunku mody interglacjalnej przerywana była serią silnych i gwałtownych ochłodzeń, takich jak młodszy dryas. Najcieplejszą fazą w tym czasie była interfaza Bølling / Allerød trwająca ok. 2 tys. lat.
Podział chronostratygraficzny późnego glacjału:
- młodszy dryas – 12,8 – 11,65 tys. lat BP (około 11–10 tys. 14C lat BP)
- Bølling/Allerød – 14,7 – 12,8 tys. lat BP (około 12,6–11 tys. 14C lat BP)
  - niektórzy badacze wyróżniają w trakcie jego trwania starszy dryas, krótki epizod trwający ok. 100–150 lat i zaobserwowany w osadach tylko lokalnie; nastąpił on po oddzielnie traktowanym Bøllingu, a przed Allerødem
- najstarszy dryas – >14,7 tys. lat BP (>12,6 tys. 14C lat BP)